# De zoon van Neptunus
De Zoon van Neptunus is het tweede deel in de fantasy/avonturenserie Helden van Olympus, geschreven door de Amerikaanse schrijver Rick Riordan. Deze serie gebaseerd op de Griekse en Romeinse mythologie en is de vervolgserie van de boekenreeks Percy Jackson en de Olympiërs.
In de Verenigde Staten verscheen het boek op 4 oktober 2011 met een oplage van drie miljoen. De Nederlandstalige versie verscheen op 10 april 2013.
Het boek verscheen vanuit het niets op de eerste plaats in de New York Times-bestsellerlijst voor jeugdboeken. Hetzelfde gebeurde bij de bestsellerslijst van de USA Today.

## Verhaal
Het verhaal volgt het avontuur van Percy Jackson, halfgod en de zoon van Poseidon, die zijn geheugen door toedoen van Hera is verloren. Als hij de Romeinse halfgoden Hazel Levesque, dochter van Pluto, en Frank Zhang, de zoon van Mars, redt, wordt hij meegenomen naar kamp Jupiter, het trainingskamp van de Romeinse halfgoden.
Na een training vertelt Mars dat Thanatos, de Griekse god van de dood, wordt vastgehouden en stuurt Percy en Frank op een queeste om hem te bevrijden. Als Frank ervoor zorgt dat Hazel ook meegaat gaan ze op pad naar Alaska.